# Heliodora
Heliodora é um município brasileiro do estado de Minas Gerais. Sua população recenseada em 2022 era de 6 134 habitantes.

## História
Por volta de 1816 surge a Fazenda Santa Isabel dos Coqueiros de propriedade de Venceslau Rodrigues (sendo comprovante um registro feito na pág. 8 do 6º livro de óbitos de Campanha, relatando a morte da filha do referido fazendeiro). Muito mais tarde, em 1845 a fazenda foi dividida entre herdeiros e compradores. No entanto há registros da existência de outra fazenda chamada São Joaquim do Paraíso, do qual na sua partilha originou-se o patrimônio doado para o erguimento de uma capela. Em 1870 foi concluída a primeira capela de Santa Isabel, construída por Jose Vieira da Silva, Maximiano Gonçalves de Siqueira e Joaquim Bibiano Gonçalves. Figurando desde 1874, pela Lei Mineira Nº 2.084 de 24 de dezembro como distrito com a denominação de Santa Isabel (subordinado ao município de São Gonçalo do Sapucaí), Figura como Freguesia (paróquia) desde 1878 pela Lei Mineira de Nº 2.454, de 19 de outubro. o distrito de Santa Isabel passou a denominar-se Heliodora a partir de 1923, em homenagem a heroína da conjuração mineira Bárbara Heliodora Guilhermina da Silveira. Pela Lei nº 336, de 27 de dezembro de 1948 Heliodora é elevado à categoria de município, desmembrando-se de São Gonçalo do Sapucaí com o nome de Senador Lemos, em 1954 por lei municipal e força do povo o município volta a denominar-se Heliodora.

## Geografia
A cidade de Heliodora está localizada na região Sul do estado de Minas Gerais, possuindo posição privilegiada, pois está próxima às cidades de Lambari, São Lourenço, Caxambu, Cambuquira, Pouso Alegre e Varginha e é um local estratégico por se localizar nas proximidades da Rodovia Fernão Dias (BR-381), que liga São Paulo a Belo Horizonte. Sua região é rica em morros, possui clima tropical de altitude, tendo características de cidade serrana, caracterizada por dias quentes e noites frias.

### Relevo
- Serra das Águas ao norte;
- Serra de Santa Catarina ao Sul;
- Pico do Cucuruto a leste.

### Hidrografia
- Ribeirão Santa Isabel - banha e abastece a cidade;
- Ribeirão Vermelho;
- Ribeirão Santa Quitéria;
- Rio Areado;
- Rio Turvo.

### Bairros de Heliodora
Urbanos:
- Vista Verde;
- Nossa Senhora Aparecida;
- Primavera.

Rurais:
- Floresta;
- Sobralada;
- Ribeirão Vermelho;
- Areado;
- Brejãozinho;
- Rocinha;
- Sossego
- Scarpa;
- Raquel.

## Economia
Baseada na agricultura café, gado leiteiro, arroz e milho.

## Atrações turísticas
Heliodora faz parte do Circuito das Águas e tem potencial turístico ecológico, com áreas de lazer, cachoeiras, cavernas e belas montanhas.
- Igreja matriz Santa Isabel;
- Cachoeira do Pedrão;
- Cachoeira do Altair;
- Pedrão de Heliodora;
- Cavernas do Cucuruto;
- Pedra do Ovo.